# Campeonato Europeo Sub-16 de la UEFA 1982
El Campeonato Europeo Sub-16 de la UEFA 1982 se llevó a cabo en Italia del 5 al 7 de mayo y contó con la participación de 4 selecciones juveniles de Europa.
El anfitrión Italia venció en la final a Alemania Federal para ganar su primer título del torneo.

## Participantes
| - Alemania Federal - Finlandia | - Italia - Yugoslavia |

## Resultados
|  | Semifinales           | Semifinales           |   |                      | Final                | Final |  |
|  |                       |                       |   |                      |                      |       |  |
|  |                       |                       |   |                      |                      |       |  |
|  | Falconara, 5 de mayo  |                       |   |                      |                      |       |  |
|  | Italia (p.)           | 1 (4)                 |   |                      |                      |       |  |
|  | Finlandia             | 1 (2)                 |   |                      |                      |       |  |
|  |                       |                       |   |                      |                      |       |  |
|  |                       |                       |   |                      | Falconara, 7 de mayo |       |  |
|  |                       |                       |   |                      | Italia               | 1     |  |
|  |                       | Alemania Federal      | 0 |                      |                      |       |  |
|  |                       |                       |   |                      |                      |       |  |
|  |                       |                       |   |                      |                      |       |  |
|  |                       |                       |   |                      | Tercer lugar         |       |  |
|  | Senigallia, 5 de mayo | Senigallia, 5 de mayo |   | Falconara, 7 de mayo | Falconara, 7 de mayo |       |  |
|  | Alemania Federal      | 2                     |   | Finlandia            | 0 (2)                |       |  |
|  | Yugoslavia            | 1                     |   |                      | Yugoslavia (p.)      | 0 (4) |  |

## Campeón
| Eurocopa Sub-16 1982 |
| -------------------- |
| Bandera de Italia    |
| Italia 1º Título     |